# Och världen skälvde
Uppslagsordet ”Atlas Shrugged” leder hit. För filmerna, se Atlas Shrugged: Part I, Atlas Shrugged: Part II och Atlas Shrugged: Part III.
Och världen skälvde (originaltitel: Atlas Shrugged) är en roman av Ayn Rand från 1957. Boken är över 1200 sidor lång och är ett av de centrala verken inom Ayn Rands filosofi objektivism. En svensk översättning utkom 1986.
Filmatisering av boken har varit påtänkt åtminstone sedan början av 1970-talet och olika filmmanus har skrivits men först 2010 påbörjades inspelningen av en film med Taylor Schilling i rollen som Dagny Taggart. För hela artikeln angående filmatiseringen se Atlas Shrugged: Part I och uppföljarna Atlas Shrugged: Part II och Atlas Shrugged: Part III.

## Handling

### Huvudpersoner
- Dagny Taggart, driftchef på järnvägsföretaget Taggart Transcontinental
- Henry Rearden, grundare av Rearden Steel och uppfinnare av Reardenmetallen
- John Galt, begåvad ingenjör
- Ragnar Danneskjöld, pirat
- Francisco d'Anconia, arvtagare till ett koppargruvbolag
- James Taggart, bror till Dagny och chef för Taggart Transcontinental
- Robert Stadler, chef för Statens Forskningsinstitut

### Sammanfattning
Handlingen utspelar sig i USA i en obestämd framtid där socialismen är på frammarsch och staten reglerar mer och mer av ekonomin. Flera länder utanför USA (bland annat Norge och Mexiko) har redan utropats till folkrepubliker. Plötsligt börjar driftiga uppfinnare och entreprenörer försvinna. Dagny Taggart och affärsmannen Hank Rearden slår sig samman för att ta reda på vart de tagit vägen och söker svaret på frågan "Vem är John Galt?". Till sist upptäcker de att Galt grundat en fristad i Colorado för alla driftiga människor i samhället, i protest mot massorna som snyltar på dessa.

## Utgåvor
Första engelskspråkiga utgåvan utgavs i oktober 1957 av Random House.
 Den senaste utgåvan på svenska utkom år 2013 som storpocket (Timbro ISBN 9789175669342).
Storpocketutgåvan (2013) är även med i en Ayn Rand box tillsammans med Urkällan och Förnuft, egoism, kapitalism och en romantisk livskänsla (Timbro ISBN 9789175669427).
 
Den utgavs även 2005 som pocket, då det var 100 år sedan författaren föddes, på Timbro förlag (ISBN 91-7566-556-5). 
Den utgavs även på svenska av Timbro i tre volymer 1986 med hårda pärmar (Del 1: Non-Contradiction ISBN 91-7566-064-4 , Del 2: Either-Or ISBN 91-7566-065-2 , Del 3: A is A ISBN 91-7566-066-0 ).

Den är översatt av Maud Freccero (pseudonym).

## Filmatiseringar
Under lång tid har det funnits planer på att filmatisera boken. På 1970-talet samarbetade producenten Albert S. Ruddy, som då nyligen producerat Gudfadern, med Ayn Rand för att producera filmen, men det blev aldrig av, då Rand ville ha mer kontroll över manus än vad Ruddy kunde gå med på. 1978 planerade Henry och Michael Jaffe en åttatimmars miniserie för NBC baserad på boken. Manuset skrevs av Sterling Silliphant men projektet skrotades när Fred Silverman tog över ledarskapet för NBC. Mot slutet av sitt liv försökte Rand själv skriva ett manuskript för en miniserie baserad på boken, men hann bara färdigställa en tredjedel innan sin död. 1992 köpte John Aglialoro filmrättigheterna. Flera olika manuskript skrevs och under 2000-talet antyddes det att en filmatisering kunde regisseras av Randall Wallace med Angelina Jolie i huvudrollen. Så skedde dock aldrig. Slutligen, 2011, färdigställdes den första filmen i en trilogi. Uppföljarna kom 2012 och 2014. Dock var alla huvudrollskådespelarna utbytta mellan filmerna:
- 2011 – Atlas Shrugged: Part I
- 2012 – Atlas Shrugged: Part II
- 2014 – Atlas Shrugged: Part III

## Fotnoter
1. ↑  Rand, Ayn; Freccero Maud (1986-). Och världen skälvde. Stockholm: Timbro. Libris 568426
2. ↑  McNary, Dave (06-14-2010). ”Cameras roll on 'Atlas'”. Variety. http://variety.com/2010/film/markets-festivals/cameras-roll-on-atlas-1118020578/. Läst 14 juni 2010.
3. ↑  Kimberly Brown, FILM: Ayn Rand No Longer Has Script Approval, The New York Times, 2007-01-04